# اگوندی
اگوندی (به لاتین: Agondji) یک منطقهٔ مسکونی در بنین است که در استان زو واقع شده‌است.

## خصوصیات
اگوندی ۶٬۷۴۸ نفر جمعیت دارد.